# Геотерм
АО «Геотерм» — существовавшая в 1994—2019 годах российская энергетическая компания, владелец трёх геотермальных электростанций и одной дизельной электростанции, расположенных на Камчатке, входит в группу «РусГидро». Установленная мощность АО «Геотерм» составляла 77,57 МВт. В декабре 2019 года ликвидирована в связи с присоединением к ПАО «Камчатскэнерго».
«Геотерм» владел Верхне-Мутновской ГеоЭС, Мутновской ГеоЭС, Паужетской ГеоЭС и Озерновской ДЭС общей мощностью 77,57 МВт 

## История
Акционерное общество «Геотерм» было создано 30 августа 1994 года для реализации крупнейшего российского проекта по строительству и эксплуатации геотермальных электростанций на Мутновском месторождении парогидротерм.
Мутновское месторождение Парогидротерм является наиболее изученным и перспективным. Расположено оно в юго-восточной части полуострова, у подножия Мутновского вулкана, в 120 км от г. Петропавловска-Камчатского. В настоящее время на его территории функционируют две геотермальные электростанции: Верхне-Мутновская (12 МВт) и Мутновской ГеоЭС-1 (50 МВт) Особенностью производства электрической энергии АО «Геотерм» является отсутствие в технологическом цикле потребности в органическом топливе; в качестве энергоносителя используется геотермальный флюид, добываемый из продуктивных скважин Мутновского месторождения парогидротерм.
С 5 октября 2007 года ОАО «Геотерм» стало дочерним Обществом ПАО «РусГидро». Общество осуществляло производство и сбыт электроэнергии, поставляя её в центральный энергоузел Камчатского края, обслуживающий более 65 % территории Камчатского полуострова. В настоящее время геотермальные электростанции обеспечивают около 30 % энергопотребления центрального Камчатского энергоузла. С 2017 года также эксплуатировала Паужетскую ГеоЭС и Озерновскую ДЭС.
19 декабря 2019 года компания прекратила существование в связи с присоединением к ПАО «Камчатскэнерго».

## Статистика
| 2007  | 2008  | 2009   | 2010 | 2011 | 2012 | 2013 | 2014 | 2015 | 2016 | 2017 | 2018 |
| ----- | ----- | ------ | ---- | ---- | ---- | ---- | ---- | ---- | ---- | ---- | ---- |
| 413,6 | 411,3 | 402,58 | 415  | 409  | 436  | 447  | 448  | 452  | 443  | 436  | 427  |